# Funtor exacto
En álgebra homológica, un funtor exacto es un funtor de una categoría abeliana a otra que preserva sucesiones exactas.

## Definición formal
Sea A y C categorías abelianas y sea :F: A→C un funtor, sea :0→A→B→C→0 una sucesión exacta corta de objetos de A entonces F es exacto si 0→F(C)→F(B)→F(A)→0 es de nuevo una sucesión exacta.
Otras definiciones relativas al funtor F son:
- semi-exacto si F(A)→F(B)→F(C) es una sucesión exacta.
- exacto izquierdo si 0→F(A)→F(B)→F(C) es una sucesión exacta.
- exacto derecho si F(A)→F(B)→F(C)→0 es una sucesión exacta.

- De hecho no es necesario empezar siempre con una sucesión exacta para garantizar ciertas propiedades del funtor F, se demuestra que son equivalente las siguientes definiciones.

- F es un funtor exacto si A→B→C es una sucesión exacta entonces F(A)→F(B)→F(C) es una sucesión exacta.
- F es un funtor exacto izquierdo si 0→A→B→C es una sucesión exacta entonces 0→F(A)→F(B)→F(C) es una sucesión exacta.
- F es un funtor exacto derecho si A→B→C→0 es una sucesión exacta entonces F(A)→F(B)→F(C)→0 es una sucesión exacta.

## Ejemplos
- El ejemplo más importante de funtor exacto izquierdo es el funtor Hom. Si A es una categoría abeliana y A es un objeto de A entonces FA(X) = HomA(A,X) es un funtor de A en Ab (la categoría de grupos abelianos este funtor es un funtor exacto izquierdo F es exacto si y solo si A es proyectivo. El funtor GA(X) = HomA(X,A) es un funtor de Aop en Ab también es un funtor exacto izquierdo y es exacto si y solo si A es inyectivo.

- Si K es un cuerpo y V es un espacio vectorial sobre K sea V* = Homk(V,k), con lo que obtenemos un funtor exacto de la categoría de K-Vec (la categoría de espacios vectoriales en sí misma. (la exactitud se debe a que K es un espacio vectorial inyectivo). De forma alterna uno puede argumentar que toda sucesión exacta corta de K-espacios vectoriales se factoriza y que cualquier funtor aditivo envía sucesiones factorizadas en sucesiones factorizadas).

- Si X es una espacio topológico, podemos considerar la categoría de gavillas de grupos abelianos en X. El funtor que asocia a cada gavilla G el grupo de secciones globales G(X) es exacto izquierdo.

- Si R es un anillo y M es un R módulo, podemos definir un funtor HT de la categoría de módulos R-Mod a la categoría de grupos abelianos Ab usando el producto tensorial sobre R: 'HT(X) = T ⊗ X. Esto nos da un funtor exacto derecho de la categoría de R-Mod en Ab. Es exacto si y solo si T es plano.

Si A y B son dos categorías abelianas, podemos considerar la categoría de funtores BA cuyos objetos son funtores de A en B y los morfismos entre dos objetos son transformaciones naturales entonces tenemos un funtor EA de BA a B evaluando funtores en A. Este funtor 'EA es exacto.

## Algunos hechos
Un funtor (no necesariamente aditivo) es exacto izquierdo si y solo si lleva límites finitos en límites. Análogamente un funtor (no necesariamente aditivo) es exacto derecho si y solo si lleva colimites finitos en colimites.
El grado con el cual un funtor exacto izquierdo falla de ser exacto puede ser medido con sus funtores derivados derechos y el grado con el cual un funtor exacto derecho falla de ser exacto puede ser medido con sus funtores derivados izquierdos.
Existe un teorema que nos asegura que si F y G son funtores y F es adjunto izquierdo de G entonces F es exacto derecho y G es exacto izquierdo.